# Zentralbibliothek Zürich

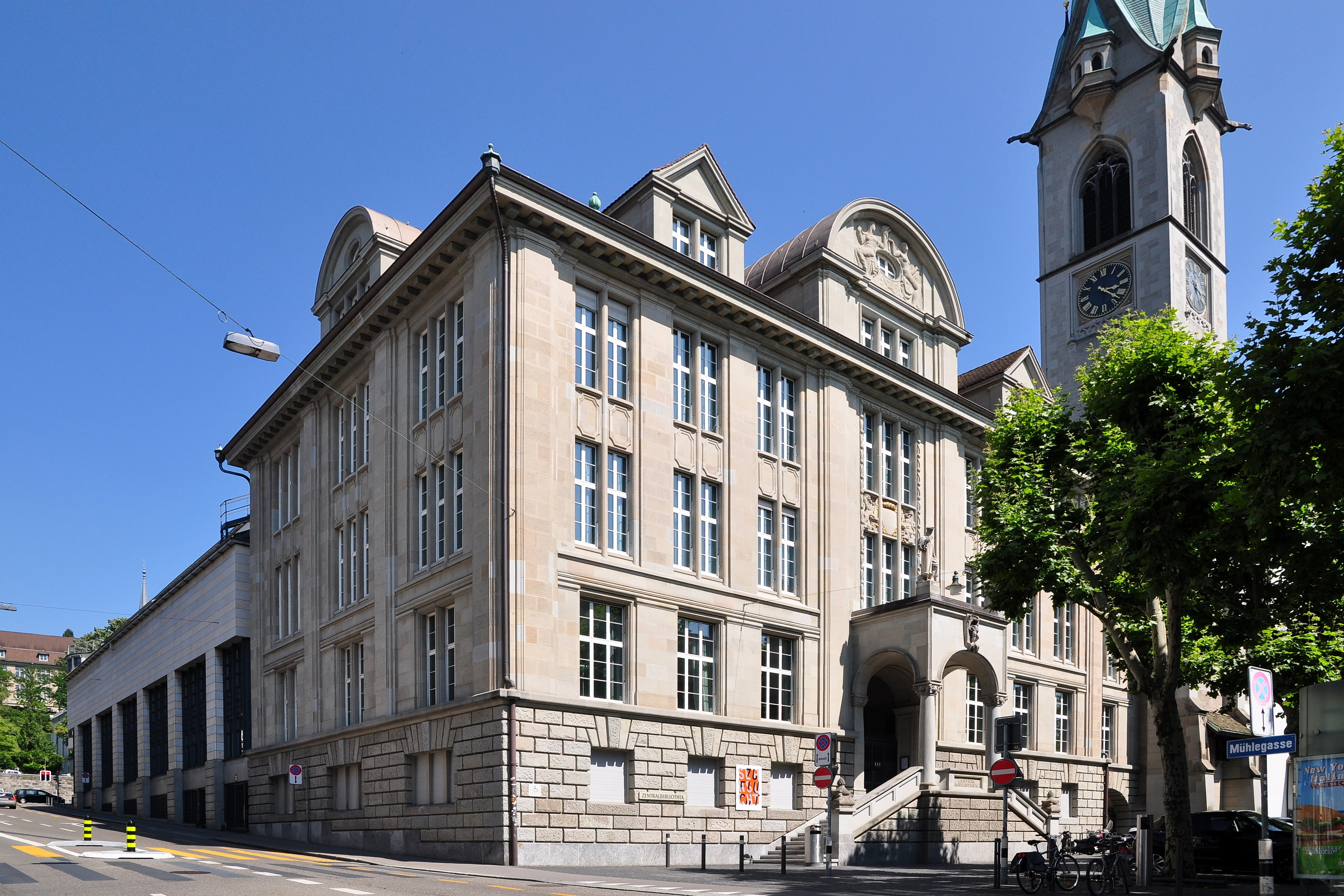
Thư viện Trung tâm Zürich

Zentralbibliothek Zürich (Thư viện Trung tâm Zürich) là thư viện chính của Thụy Sĩ ở thành phố Zürich và Đại học Zürich, tọa lạc tại Predigerkloster, tu viện trước đây của Dòng Đa Minh nằm trong khu phố cổ Rathaus. Zentralbibliothek hiện lưu trữ khoảng 5,1 triệu mục bao gồm 3,9 triệu ấn phẩm, 124.000 bản thảo, 243.000 bản đồ và 560.000 vi phim. Predigerkirche và Musikabteilung gần đó đều được xếp hạng trong bản kiểm kê di sản văn hóa có ý nghĩa quốc gia và khu vực của Thụy Sĩ.